# Teleférico Pío Nono
O Teleférico Pío Nono é um meio de transporte aéreo turístico, actualmente em construção, localizado no Cerro San Cristóbal, no Parque Metropolitano, no Santiago, Chile. Será o terceiro meio de transporte mecanizado para ascender o cerro.

## História
A construção de um segundo teleférico no Parque Metropolitano de Santiago surgiu devido à alta demanda pelo funicular e pelos autocarros que sobem desde o acesso principal pela rua Pío Nono até o cume do Cerro San Cristóbal, o que resultava em longos tempos de espera para utilizar ambos os serviços Os primeiros anúncios sobre o novo teleférico foram feitos em fevereiro de 2019.
A licitação para a construção do segundo teleférico do Cerro San Cristóbal foi publicada em 1º de março de 2021, sendo adjudicada ao consórcio Icafal/Doppelmayr, enquanto o design das estações ficou a cargo de Lateral Arquitectura.
O teleférico contará com três estações —Zoológico Nacional, Chile Nativo e Praça México— e terá uma extensão aproximada de 1 km. A estação intermediária estará localizada no projeto denominado «Chile Nativo», adjacente ao Zoológico Nacional do Chile.
Em janeiro de 2023, foram apresentados novos avanços e dados sobre o Teleférico Pío Nono: na primeira etapa, contará com 24 cabines para 8 pessoas cada uma —podendo aumentar para 36 cabines no futuro— e espera-se que transporte 800 passageiros por hora e 200 mil visitantes por mês. A sua velocidade de deslocamento aproximada será de 10 km/h, o que permitirá que a viagem total dure entre 5 e 7 minutos.